# 2006 en Afrique du Sud
Chronologie de l'Afrique du Sud
- 2002
- 2003
- 2004
- 2005
- 2006
- 2007
- 2008
- 2009
- 2010

Cet article présente les faits marquants de l'année 2006 en Afrique du Sud, ou concernant le pays.

## Évènements

### Janvier
- 10 janvier : trois mineurs sont tués et quatre autres blessés lorsqu'un séisme de magnitude 2,4 bloque douze mineurs sous terre à la mine d'or de TauTona, près de Carletonville.
- 26 au 28 janvier : un important incendie se déclare sur les pentes de Table Mountain, faisant une victime.

### Février
- 18 au 23 : la centrale nucléaire de Koeberg se déconnecte automatiquement du réseau électrique national après qu'un boulon desserré endommage un rotor, privant d'électricité de vastes régions du Cap-Occidental. Des délestages de puissance, sous forme de coupures d'électricité erratiques, persistent toute la semaine, causant environ 500 milliards de rands sud-africains de pertes pour l'industrie, selon certaines estimations.

### Mars
- 1er mars : Élections municipales sud-africaines de 2006.
- 5 mars : Tsotsi remporte l'Oscar du meilleur film en langue étrangère 2005 lors de la 78e cérémonie des Oscars.
- 8 mars : David Goldblatt reçoit le Prix international de photographie de la Fondation Hasselblad.
- 13 mars : le Syndicat sud-africain des travailleurs des transports et des secteurs connexes (Satawu) entame une grève nationale d'une semaine contre la restructuration de Transnet.
- 14 mars : Kofi Annan, secrétaire général des Nations unies, s'adresse au Parlement au Cap pour exhorter les dirigeants africains à améliorer la situation en Afrique.
- 14 mars et 15 : des membres du Congrès des étudiants sud-africains (Sasco) et de la Ligue des jeunes du Congrès national africain (ANC) organisent de violentes manifestations sur le campus de Mafikeng de l'Université du Nord-Ouest (North-West University) pour protester contre l'exclusion de certains étudiants en raison de frais de scolarité impayés.
- 23 mars : huit mineurs sont bloqués sous terre lorsqu'un incendie se déclare à la mine de Buffelsfontein, à Stilfontein.
- 23 et 24 mars : environ 150 000 agents de sécurité entament une grève nationale de deux jours, qui se poursuit en avril et mai.
- 25 mars : 69 000 000 rands (11,39 millions de dollars américains) sont volés lors d'un vol d'argent liquide dans un avion de South African Airways à l'aéroport international de Johannesburg.
- 27 : 5 000 travailleurs de Telkom organisent une marche de protestation contre le système de partage des bénéfices de Telkoms à Pretoria.
- 30 mars : six Sud-Africains meurent lorsque l' al-Dana, un boutre motorisé, coule au large de Manama, à Bahreïn.

### Avril
- 3 avril :
  - Herman van Rooyen et Rudi Gouws, deux accusés de trahison au procès du Boeremag, s'échappent de la Haute Cour de Pretoria.
  - L'« Alexandros T », un vraquier grec, coule à environ 300 milles marins (555,6 km) à l'est de Port Elizabeth.
- 4 : un haut gradé de la police se livre à une fusillade, tuant trois femmes et un bébé à Tarlton, avant de tuer quatre policiers au commissariat de Kagiso à Krugersdorp. Après avoir pris la fuite à bord d'une voiture de police, le tireur est retrouvé à Sebokeng, où il est abattu par ses collègues policiers[1].
- 6 : un rotor géant destiné à remplacer celui endommagé de la centrale nucléaire de Koeberg arrive au Cap à bord du navire ravitailleur SAS Drakensberg (A301) de la marine sud-africaine.
- 24 avril : le premier des quatre hélicoptères Super Lynx 300 de l'South African Air Force vole à l'usine Yeovil d'AgustaWestland en Angleterre.
- 25 avril : le tribunal de Vereeniging a rejeté l'affaire contre le propriétaire d'un pressing et cinq autres personnes. Ils étaient accusés du meurtre de leurs employées Constance Moeletsi, Victoria Ndweni et Jocelyn Lesito, qui auraient été forcées d'entrer dans une machine à laver qui a ensuite été mise en marche[2].

### Mai
- 8 mai : Jacob Zuma, ancien Vice-président de l'Afrique du Sud, est acquitté des accusations de viol.

### Juin
- 1 : le 16e Forum économique mondial sur l'Afrique se tient au Cap[3].
- 25 : une fusillade à Jeppestown, Johannesburg, fait huit morts parmi les suspects et quatre policiers suite au braquage d'un supermarché dans la banlieue de Honeydew[4].

### Juillet
- 16 : le premier SAAB JAS 39D Gripen biplace de l'armée de l'air sud-africaine arrive en Afrique du Sud.

### Septembre
- 5 septembre : Vladimir Poutine, Président de la Fédération de Russie, arrive au Cap et rencontre Thabo Mbeki, Président de l'Afrique du Sud.
- 20 septembre : le procès pour corruption de Jacob Zuma, ancien vice-président de l'Afrique du Sud, devant la Haute Cour de Pietermaritzburg.
- 22 septembre : un Aero L-29 Delfín de Sasol Tiger s'écrase dans la Table Bay, au large de Milnerton, lors d'un vol de validation pour le meeting aérien Africa Aerospace and Defence, tuant le pilote Martin van Straten.
- 29 septembre : quatre agents de sécurité transportant de l'argent vers une banque meurent lorsque leur fourgonnette est forcée de quitter la route et visée par des tirs lors d'une tentative de vol de transport de fonds dans le Limpopo. Trois des victimes sont mortes brûlées vives lorsque la fourgonnette renversée a été incendiée avec un produit chimique inflammable[5].
- 30 septembre au 3 octobre : Manmohan Singh, Premier ministre indien, arrive à Durban pour une visite d’État de quatre jours.

### Octobre
- 7 octobre : le "Marriage Alliance" manifeste à Pretoria contre le mariage homosexuel.
- 12 : Herschelle Gibbs, joueur de cricket, est interrogé par la police de New Delhi à Bombay, en Inde, concernant son rôle présumé dans un scandale de matchs de cricket truqués en 2000.
- 16 octobre : l'Afrique du Sud est sélectionnée pour la première fois comme membre non-permanent du Conseil de sécurité des Nations unies pour la période 2007-2008.

### Novembre
- 1 novembre : Nelson Mandela reçoit le Prix de l'Ambassadeur de la conscience d'Amnesty International.
- 14 novembre : l'Assemblée nationale d'Afrique du Sud adopte le projet de loi sur le mariage homosexuel.

### Décembre
- 9 décembre : élection de Miss Afrique du Sud 2006. C'est la 52e élection de Miss Afrique du Sud, qui s'est déroulée au Superbowl de Sun City. La gagnante, Megan Coleman, succède à Nokuthula Sithole, Miss Afrique du Sud 2005. La même soirée, l'élection de Miss SA Teen a eu lieu, qui fut remporté par Zizo Beda, âgée de 17 ans[6].

## Culture

### Cinéma
- Au nom de la liberté.
- The Breed (film, 2006).
- Bunny Chow.
- Carmen de Khayelitsha.
- Demande à la poussière (film).
- Faith Like Potatoes.
- The Flyer.
- Le Jardin secret des Bushmen.
- Pulse (film, 2006).
- The Tale of How.

## Sport
- Afrique du Sud aux Jeux olympiques d'hiver de 2006.

### Football
- Championnat d'Afrique du Sud de football 2005-2006.

### Gymnastique
- Championnats d'Afrique de gymnastique artistique 2006.
- Championnats d'Afrique de gymnastique rythmique 2006.

### Lutte
- Championnats d'Afrique de lutte 2006.

### Rugby
- Saison 2006 de la Currie Cup Premier Division.
- Saison 2006 de Super 14.
- Tournoi d'Afrique du Sud de rugby à sept 2006.
- Tri-nations 2006.

### Trampoline
- Championnats d'Afrique de trampoline 2006.